# Маркльовиці (гміна)
Гміна Маркльовіце (пол. Gmina Marklowice) — сільська гміна у південній Польщі. Належить до Водзіславського повіту Сілезького воєводства.
Станом на 31 грудня 2011 у гміні проживало 5409 осіб.

## Територія
Згідно з даними за 2007 рік площа гміни становила 13.76 км², у тому числі:
- орні землі: 77.00%
- ліси: 7.00%

Таким чином, площа гміни становить 4.80% площі повіту.

## Населення
Станом на 31 грудня 2011:
| Опис     | Загалом | Загалом | Чоловіки | Чоловіки | Жінки | Жінки |
| -------- | ------- | ------- | -------- | -------- | ----- | ----- |
| одиниця  | осіб    | %       | осіб     | %        | осіб  | %     |
| все      | 5409    | 100     | 2660     | 49.18    | 2749  | 50.82 |
| міське   | 0       | 100     | 0        |          | 0     |       |
| сільське | 5409    | 100     | 2660     | 49.18    | 2749  | 50.82 |

## Сусідні гміни
Гміна Маркльовіце межує з такими гмінами: Водзіслав-Шльонський, Мшана, Радлін, Сьверкляни.